# São Mamede de Recezinhos
São Mamede de Recezinhos ist eine Gemeinde (Freguesia) im portugiesischen Kreis Penafiel. In ihr leben 1364 Einwohner (Stand 19. April 2021).